# ماشپی (ماساچوست)
ماشپی، ماساچوست
ماشپی(به انگلیسی: Mashpee) شهرکی در شهرستان بارنستبل ایالت ماساچوست می‌باشد که در سال ۱۸۷۰ بنیان‌گذاری شده‌است. این شهرک در سرشماری سال ۲۰۱۰ میلادی، ۱۴٬۰۰۶ نفر جمعیت داشته‌است.